# 이명수 (1951년)
이명수(李銘洙, 1951년 2월 8일 ~ , 전북 부안)는 대한민국의 공무원이다.

## 학력
- 전주고등학교 졸업
- 연세대학교 경영학 학사
- 미시간 주립 대학교 대학원 농업경제학 석사

## 경력
- 1976년 : 제19회 행정고시 합격
- 1997년 : 농림부 국제농업국장
- 1998년 : 주 제네바 대표부 농무참사관
- 2001년 : 농림부 국제농업국장
- 2004년 : 농림부 기획관리실장
- 2004년 : 농림부 차관
- 2006년 : 열린우리당 특임위원
- 2007년 : 주 덴마크 대사관 대사
- 2011년 : 농협중앙회 사외이사
- 2012년 : 선광 감사위원

## 수상
- 1985년 : 근정포장
- 1995년 : 홍조근정훈장

| 전임 김주수 | 제47대 농림부 차관 2004년 10월 18일 ~ 2006년 8월 8일 | 후임 박해상 |